# Лекторій

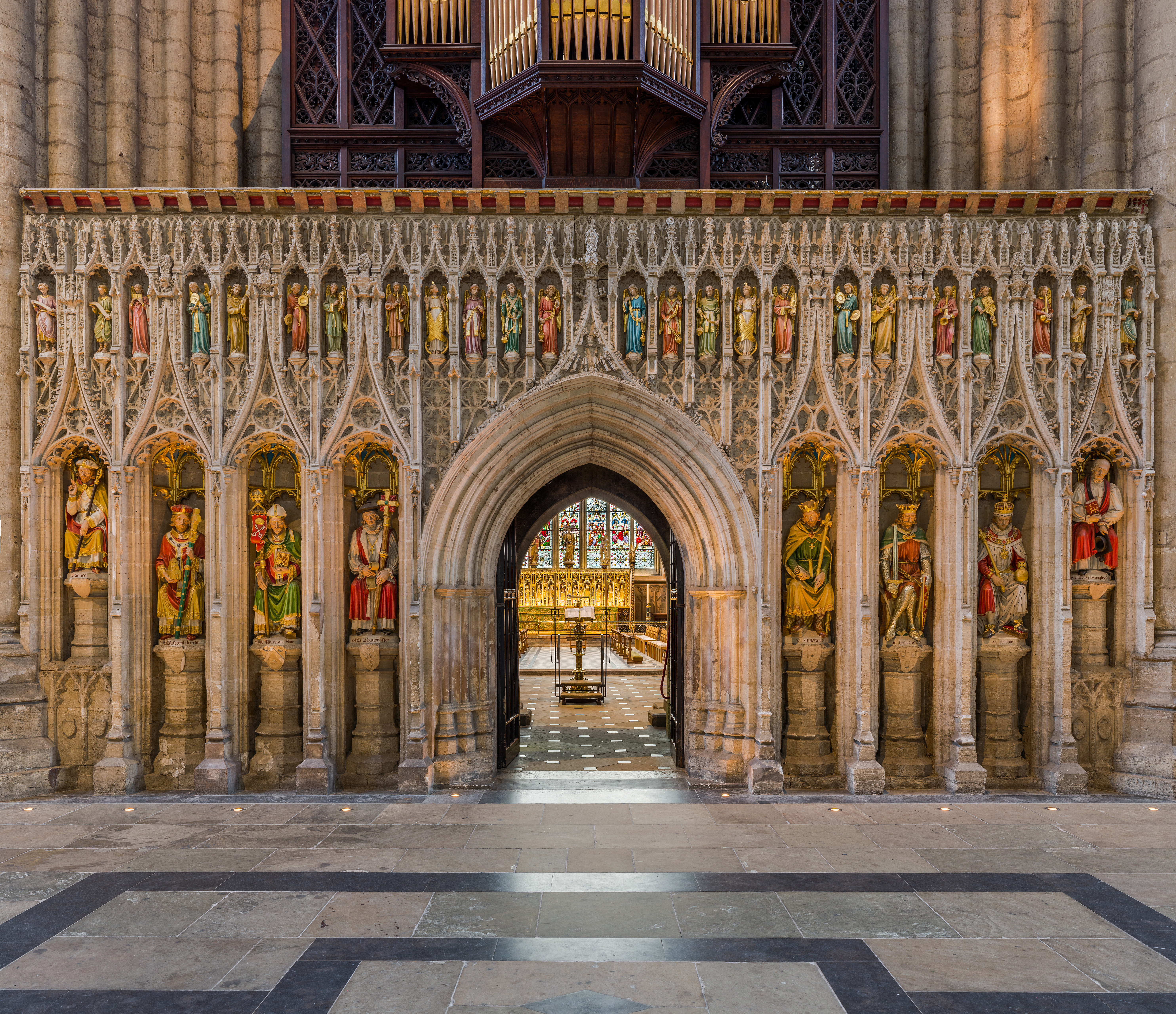
Лекторій в Ріпонському кафедральному соборі, Англія

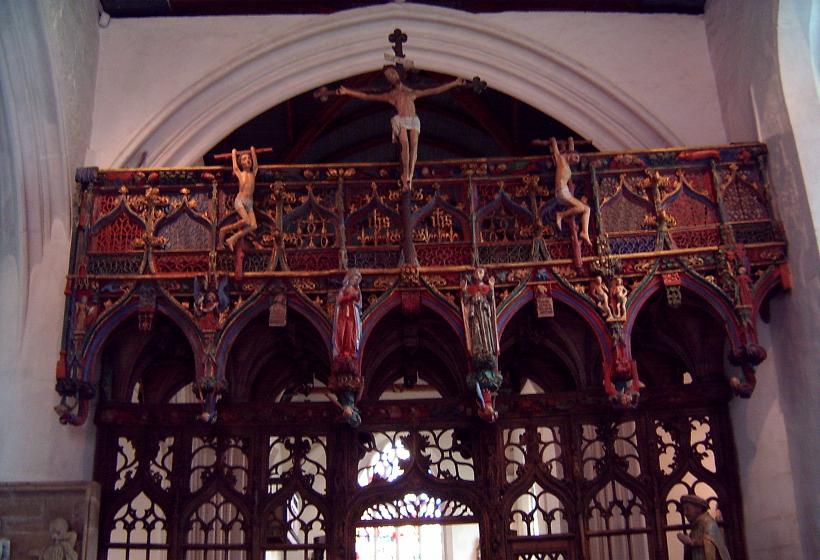
Лекторій XV століття з каплиці Св Фіакра

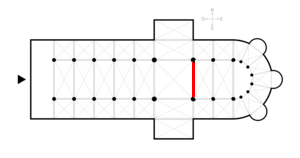
Звичавне розміщення лекторію

Лекторій, або Хресна перегородка — дерев'яна піднесена кафедра або трибуна у старовинних католицьких церквах, на якій під час богослужіння читалися Євангеліє та апостольські послання. Така трибуна встановлювалась на верху невисокої дерев'яної загородки, яка відділяла від решти храму чотирикутний простір перед головним вівтарем, призначений для кліриків та хору, внаслідок чого найменування лекторій перейшло і до цього простору (більш точна його назва — лат. doxale, odeum). Лекторії з'явилися в Італії у XI ст., в Німеччині та Франції — дещо пізніше. Найчастіше вони зустрічаються в церквах пізньо романського і готичної епох.